# Александринський рудник
Александринський рудник – колишнє гірничодобувне підприємство на заході Челябінської області Росії.
Александринське мідно-цинкове родовище виявили ще в 1948 та детально розвідали в 1959 – 1965 роках. Видобувні запаси оцінили в 3,5 млн тон руди, яка мала середній вміст міді та цинку на рівні 4,4% та 5,4%.
В 1995-му почалось будівництво Александринського кар’єру, що видав першу руду в 1996-му (офіційно кар’єр ввели в дію у 1997-му). В 2008-му році відкрита розробка припинилась через вичерпання запасів у контурі кар’єру, при цьому його глибина досягнула 140 метрів. В 2004-му почали видобуток з глибоких горизонтів підземним способом із використанням похилих транспортних спусків. На цьому етапі потужність рудника визначали як 100 тисяч тон руди на рік.
В 2017-му на тлі повного вичерпання запасів робота рудника припинилась. Наразі Александринський кар’єр затоплений.
Первісно видобуту руду спрямовували на розташовану в сусідній Башкирії Сібайську збагачувальну фабрика, а в 2001-му поряд з Александринським рудником ввели в дію Нагайбацьку збагачувальну фабрику.
Розробку родовища організували через Александринську гірничо-рудну компанію, що з 2004-го належала групі «Русская медная компания».